# Андре Гійомен

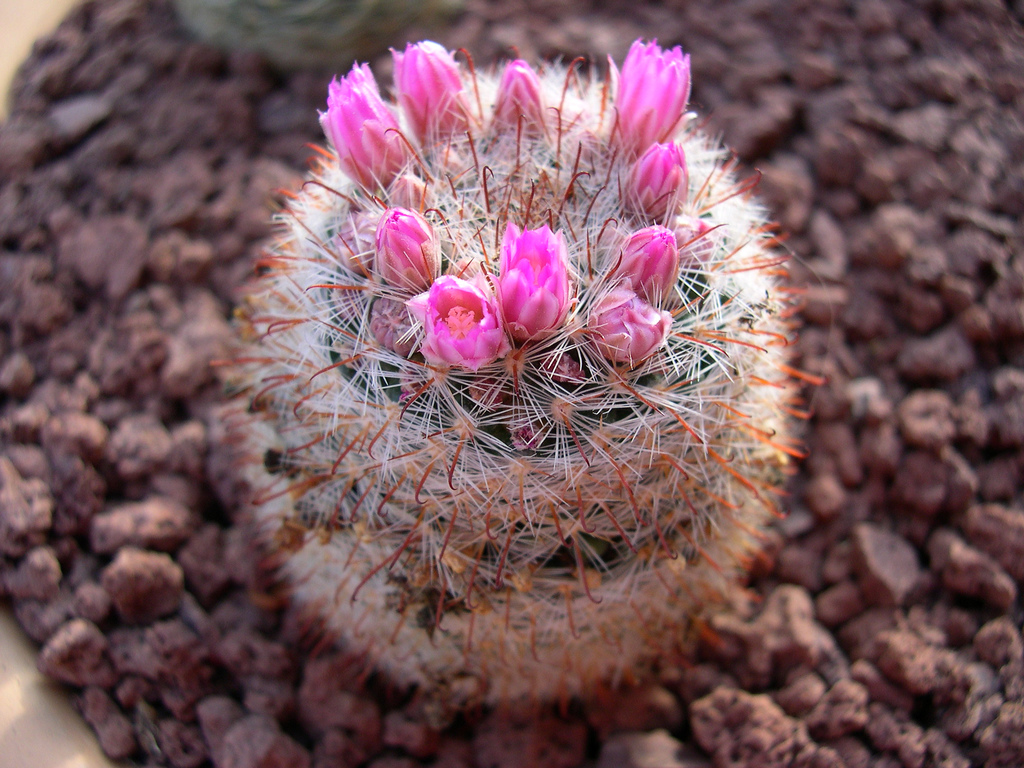
Мамілярія guillauminiana, названа на честь А. Гійомена

Андре Гійомен (фр. André Guillaumin, 21 червня 1885 — 29 травня 1974) — французький ботанік.

## Біографія
Андре Гійомен народився 21 червня 1885 року.
Після здобуття ступеня ліценціата в галузі природничих наук у 1906 році він почав працювати в Національному музеї природознавства у Парижі.
У 1910 році Гійомен здобув ступінь доктора наук. Він був радником директора Музею з 1947 до 1950 року до виходу на пенсію у 1956 році. Гійомен зробив значний внесок у ботаніку, описавши багато видів рослин.
Андре Гійомен помер 29 травня 1974 року.

## Наукова діяльність
Андре Гійомен спеціалізувався на папоротеподібних та на насіннєвих рослинах.

## Почесті
На честь А.Гійомена названо вид рослин Mammillaria guillauminiana.

## Публікації
- Flore générale de l'Indo-Chine (1910, 1911, 1912, 1920, 1921).
- Arbres et arbrisseaux utiles ou ornementaux (1928).
- Les Fleurs de jardins (quatre tomes, 1929 à 1936).